# Szótag
A hangtanban a szótag a szó vagy a beszéd egy beszédhangból vagy beszédhangok sorozatából álló alapvető kiejtési egysége, melyet intuitív módon azonosítanak a beszélők, és nincs egységes nyelvészeti meghatározása.
Fonetikai szempontból létezik legalább két próbálkozás a szótag minden nyelvre érvényes meghatározására. Az egyik az artikulációs erőkifejtés oldaláról való meghatározás, mely abból indul ki, hogy a kilégzés impulzusokban történik. Ennek alapján Raymond Herbert Stetson  (1892–1950) pszichológus szerint egy szótag a kilégzett levegő nyomásának egyik hirtelen megnövekedésének felelne meg. Ezt mások úgy fejezik ki, hogy a szótag egyetlen kilégzéssel együtt ejtett beszédhangok csoportja, vagy úgy, hogy egyetlen hangkibocsátással kiejtett szórész, a legkisebb olyan beszédszegmens, amelyen, amennyiben hangsúlyos, egyetlen hangsúly lehet. Ezt sok esetben könnyen lehet érezni és mérni, főleg a nyomatékos beszédben, de nehezen például egy olyan szóban, mint az angol going ’menés, menő’, mely két szótagú, de szokásosan egyetlen erőkifejtéssel ejtett.
Szintén fonetikai szempontból, de a hallás oldaláról, arra alapozzák a szótag meghatározását, hogy beszédhangok sorozatában egyesek nagyobb hangzósságúak, mint mások. Az előbbiek hangzóssági maximumokat („csúcsokat”) képeznek, az utóbbiak pedig hangzóssági minimumokat („völgyeket”), és mindegyik csúcs egy szótagnak felel meg. Mint az előbbi megközelítés, ez sem ad világos választ arra, hogyan lehet azonosítani a szótagok közötti határt.
Fonológiai szempontból is próbálják meghatározni a szótagot, arra öszpontosítva, hogy egy adott nyelvben hogyan kombinálódnak a beszédhangok ahhoz, hogy tipikus szegmenseket alkossanak.

## A szótag felépítése
A szótag főeleme egy magnak nevezett beszédhang. Ennek természete nyelvtől függő. Minden nyelvben a legtöbbször magánhangzóról van szó, mely egymagában is alkothat szótagot. Egyes nyelvekben, mint a magyar, csak magánhangzó lehet a szótag magja. Bizonyos nyelvekben másféle beszédhang is betöltheti ezt a szerepet. Vannak nyelvek, melyekben kettőshangzó is gyakran teszi, bár vita tárgya az, hogy a kettőshangzóban részt vevő félhangzónak nevezett rész az-e, vagy tulajdonképpen mássalhangzó. Ilyen nyelvek a spanyol (pl. bueno [bwe.no] ’jó’), a francia (pl. traduire [tʁa.dɥiːʁ] ’fordítani egy nyelvről egy másikra’), vagy a román (pl. steaua [ste̯a.wa] ’a csillag’). Egyes nyelvekben bizonyos mássalhangzók (főleg /r/, /l/, /n/, /m/) is képezhetik szótag magját. Ilyenek például a cseh nyelv (pl. Brno [br.no]), a közép-délszláv diarendszer nyelvei (pl. vrt [vr̩t] ’kert’, bicikl [bit͡si.kl̩] ’bicikli’) vagy az angol (pl. bottle [bɒ.tl̩] ’palack’, button [bʌ.tn̩] ’gomb’).
A magon kívül a szótagnak lehetnek más elemei is. Van nyitányos, azaz szótagkezdetes [(angolul) onset] szótag, melynek következő részét rímnek [(angolul) rhyme] nevezik. Ennek kötelező eleme a szótagmag, és lehet még egy eleme, a kóda (szótagzárlat). A nyitányt is, és a kódát is képezheti egy vagy több mássalhangzó. A magot, valamint az esetleges nyitányt és az esetleges kódát figyelembe véve, nyelvtől függően több szótagszerkezet lehetséges. Minden nyelvben van egy mássalhangzó + egy magánhangzóból álló, azaz CV-típusú szótag (C, mint a latin consonans ’mássalhangzó’; V, mint a latin vocalis ’magánhangzó’), és ez az egyetlen univerzális típus. A magánhangzóval végződő szótagot nyíltnak nevezik, a mássalhangzóval végződőt pedig zártnak. Általános jelenség a világ nyelveiben, hogy a nyitány mássalhangzó-választéka nagyobb, mint a kódáé.
Ugyancsak nyelvtől függő, hogy hány mássalhangzó képezheti a nyitányt és hány a kódát. A nyitányos és kódás szótagok között a leggyakoribb az egy-egy mássalhangzós, azaz a CVC-típus. A több mássalhangzós nyitány és kóda viszonylag kevés nyelvben lehetséges, az európaiaikban és néhány másikban, melyek a világ nyelveinek csupán 3%-át képezik. A magyarban lehetséges egy, két vagy három mássalhangzós nyitány (bő, zri, stráf), és egy, két vagy három mássalhangzós kóda: őz, márt, karszt. Az angolban is háromig mehet a nyitány és a kóda hangjainak száma, pl. a strength ’erő’ szóban. Különbség van a több mássalhangzós nyitány és kóda hangjai között hallhatóságuk tekintetében, ugyanis a szótag magjával szomszédosak hallhatók a legjobban.

## Szótagolás
Akárcsak a szótag meghatározása, a szótagok közötti határ megvonása, azaz a szótagolás kérdése is bonyolult. A szótagokat hangzóssági minimum választja szét, de ez csak határsávot képez, a határvonalat nem lehet pontosan azonosítani. Ezért a szótagolás részben konvencionális, amint az a különböző nyelvek hangtanaiban található különbségekben is megnyilvánul, mégpedig abban, hogy olykor azonos esetekben nem ugyanazon a helyen érzékelik a szótaghatárt.
A magyar nyelv tekintetében például Nádasdy 2006 két nagyobb esetcsoportot állapít meg: olyan szószegmensekét, melyekben két magánhangzó között egy mássalhangzó van, és olyanokét, melyek között egynél több van.
Az első csoport esetében a szótagolás eldöntésének kiindulópontja az lehet, hogy milyen szótagtípus a legáltalánosabb a világ nyelveiben. Tudvalevő, hogy a CV-típus minden nyelvben megvan, és hogy számos olyan nyelv van, melyben minden szótagnak mássalhangzóval kell kezdődnie, de nincs olyan, amelyben mindegyiknek magánhangzóval kellene kezdődnie. Ezt figyelembe véve, az olyan szótagok esetében, melyek között egy mássalhangzó van, Nádasdy természetesnek tartja, hogy a második szótag kezdődjön ezzel, azaz legyen nyitányos, pl. a kéreg szótagolása legyen ké-reg, és nem kér-eg.
A második csoport két alcsoportra oszlik. Az egyikben a két magánhangzó közötti mássalhangzók közül az utolsó nem /l/ vagy /r/. Ezek szótagolásának a kiindulópontja az lehet, hogy kezdődhet-e szó az adott mássalhangzókkal vagy sem. E szerint a kritérium szerint egy olyan szónak, mint tinta, csak tin-ta lehetne a szótagolása, mivel nem kezdődhet szó nt-vel.
A másik alcsoport esetében, melyben a szótagok közötti mássalhangzók közül az utolsó /l/ vagy /r/, nem kellene alkalmazni az előbbi szabályt, mivel van mássalhangzó + /l/ vagy /r/ kezdetű szó (klassz, trágya), mégis a magyarban ezt alkalmazzák (pl. zak-lat, lét-ra, must-ra, és nem za-klat, lé-tra, mu-stra). E szabálynak lenne egy induktív-empirikus magyarázata, mégpedig hogy énekléskor, skandáláskor így szótagolnak, és egy deduktív-elméleti alapja is, mely szerint a magyar nyelv, mint a többi finnugor nyelvek legrégibb szórétegében, általában szó csak egy mássalhangzóval kezdődhet.
Ezek szerint a szabályok szerint a magyarban mindig csak egy mássalhangzó kerül át a következő szótagba.
Más nyelvekben hasonló esetekben olykor egyezik a szótagolás a magyarbelivel, más esetekben nem. A V + C + V szegmensek esetében ugyanaz a szabály, mint a magyarban, olyan nyelvekben, mint:
- a francia: banal ’banális’ – ba-nal;[5]
- a román pregătire ’előkészítés’ – pre-gă-ti-re;[6]
- a horvát doći ’jönni’ – do-ći.[19]

Amikor V + CC + V szegmensről van szó, már vannak különbségek abban, hogy mely helyen érzékelik a szótaghatárt. Más nyelvekben sem kezdődhet szótag olyan mássalhangzócsoporttal, mellyel nem kezdődhet szó:
- (franciául) fermer ’zárni’ – fer-mer;[5]
- (románul) cânta ’énekelni’ – cân-ta;[6]
- (horvátul) odmor ’pihenés’ – od-mor.[19]

Elválasztanak olyan mássalhangzópárokat is, melyekkel kezdődhet szó az alábbi nyelvekben:
- (franciául) piston ’dugattyú’ – pis-ton;[5]
- (románul) astăzi ’ma’ – as-tăzi;[11]
- (montenegróiul) motka ’rúd’ – mot-ka.[20]

Ellenben a más mássalhangzó + /r/ vagy /l/ csoport a következő szótagba kerül az alábbi nyelvekben:
- (franciául) oubli ’felejtés’ – ou-bli;[5]
- (románul) candelabru ’csillár’ – candela-bru;[6]
- (horvátul) oblak ’felhő’ – o-blak, igrati ’játszani’ – i-grati.[19]

A közép-délszláv diarendszer nyelveiben nem választják szét a réshanggal (frikatívával) és a zár-rés hanggal (affrikátával) kezdődő csoportokat sem: zastava ’zászló’ – za-stava, kučka ’szuka’ ku-čka.

## Szótag és szó
Egyes nyelvek nyelvészetében, mint például a francia, úgy tekintik, hogy a beszédben a szótagolás nem csak az írásban elkülönített szó szintjén történik, hanem az ún. ritmikai szócsoport szintjén is. Egy ilyen csoport legalább egy lexikai jelentésű szóból és egy determinánsból, vagy egy névmásból, vagy egy viszonyszóból áll, de több szót is tartalmazhat mindegyik kategóriából. A csoportot egy főhangsúly tartja össze, ha viszonylag hosszú, vagy egyetlen hangsúly, ha rövid. Ugyanakkor egyéb jelenségek is hozzájárulnak az összetartáshoz. Ezek egyike szóvégi hangsúlytalan magánhangzó (legtöbbször az e betűvel jelölt /ə/) kivetése, amikor a következő szó magánhangzóval kezdődik. Ilyképpen egyetlen hangsúlyos fonetikus szó képződik, amely szótagolása olyan, mintha szokásos szó lenne. Többnyire a kivetett hang helyére aposztróf (hiányjel) kerül (pl. l’arbre [lar.brə] ’a fa’), de nem mindig: quatre hommes [ka.tʁ'ɔm] ’négy ember’. Egy másik jelenség a szóláncolás, azaz szünet vagy glottális stop hiánya egyazon ritmikai szócsoport tagjai között. Az első szó végén levő, a szó elszigetelelt helyzetében is kiejtett mássalhangzó, és a következő szó kezdő magánhangzója találkozásakor V + C + V szegmens keletkezik, amelyet ugyancsak szokásos szóként szótagolnak: pl. il aime [i.lɛm] ’(ő) szeret’. Egy harmadik jelenség a hangkötés. Ez olyan szóvégi mássalhangzóval történik, mely a nyelvtörténet során mássalhangzóval kezdődő szó előtt elnémult, de magánhangzóval kezdődő előtt nem, és mindkét esetben jelzik írasban, pl. deux hommes ’két férfi’, szótagolva [døː.z‿ɔm].

## Elválasztás
Az írott sor végén szükséges elválasztást különböző módon kezelhetik különböző nyelvek helyesírásai, de mindenesetre közrejátszanak benne úgy fonetikai, mint morfológiai és etimológiai kritériumok.
A magyarban a legtöbb esetben az elválasztás a szótagolást követi, tehát a fonetikai kritérium, beleértve a toldalékolt szavakat, pl. men-tők, bár a szó morfológiai elemei ment, ő és k. A morfológiai kritériumot alkalmazzák például az igekötős igékre. Ezért például különbözik olyan homonimák elválasztása, mint a megint ige (meg-int) és a megint határozószó (me-gint). Ugyanaz érvényes az összetett szavakra is, pl. rend-őr, bár a szótagolása ren-dőr. Ez az esete az olyan idegen összetett szavaknak is, amelyek egyik eleme (legtöbbször az utótagja) a magyarban is önálló, pl. centi-gramm. Ha viszont az ilyen alakulatok összetettsége a mai átlagos magyar nyelvérzék számára kevésbé nyilvánvaló, a szótagolás szerinti elválasztás is helyes, pl. de-presszió vagy dep-resszió.
A románban az elválasztás még inkább fonetikai, mint a magyarban. Az összetett szavak és az előképzővel (prefixummal) képzettek morfológiai elválasztása fakultatív: al-tundeva vagy alt-undeva ’máshol’ (összetett szó), de-zechilibru vagy dez-echilibru ’egyensúlytalanság’.
Az elválasztás kérdése bonyolultabb a nem fonemikus helyesírásokban, mint amilyen a francia. Egyes esetekben a fonetikai elv érvényesül, mint a Szótagolás szakaszbeli francia példákban. A fonetikához, de az etimológiához is köze van a fonetikai környezete függvényében olykor kiejtett, máskor nem kiejtett [ə]-t visszaadó e betűnek, amely írásban mindig szótag magjának számít, tehát egy olyan szónak, mint a [detniːʁ]-nek ejtett détenir ’birtokolni’, az elválasztása dé-te-nir. Egy másik példa a röviden ejtett mássalhangzók esete, amelyeket etimológiai okokból megkettőznek, és a két betűt szétválasztják: appel [a.pɛl] ’hívás, felhívás’ – ap-pel. A morfológiai kritériumot alkalmazzák a dé-, dés- és pré- előképzők esetében (pl. désagréger [de.za.gʁe.ʒe] ’bomlasztani, felbontani’ – dés-agréger), a többi prefixum esetében pedig a szótagolás szerinti elválasztás is elfogadott.